# Ballotin

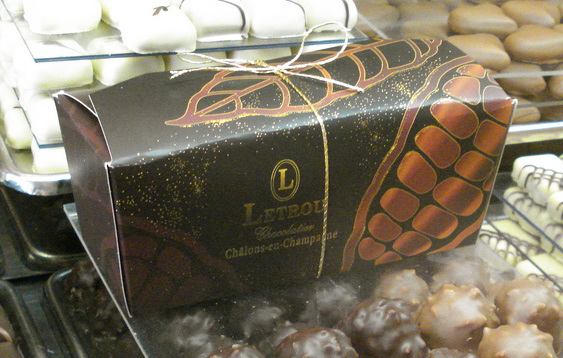
Un ballotin de pralines.

Un ballotin es una pequeña caja de cartón destinada a contener pralines u otros bombones.

## Historia
Fue creada por Louise Agostini, esposa de Jean Neuhaus, en 1915, para las pralines de la tienda de su marido, que se rompían en los cucuruchos de papel en los que se envasaban hasta entonces. En esa época Jean Neuhaus renunció a patentar el ballotin, por lo que este embalaje es utilizado por todos los fabricantes de pralines belgas (nombre en Bélgica de los bombones de chocolate rellenos) y por los fabricantes franceses de bombones artesanos.